# إم. ك. فورت جونيور
كان إم. ك. فورت جونيور (بالإنجليزية: M. K. Fort, Jr؛ 1921–1964) رياضياتيًّا أمريكيًَا متخصصًّا في الطوبولوجيا العامة. سُمِّي عليه فضاءان طوبولوجيان هما فضاء فورت و‌فضاء أرينز–فورت.